# A.H. Belo
A.H. Belo Corporation är ett amerikanskt företag som äger nyhetstidningar i delstaterna Kalifornien, Rhode Island och Texas och där The Dallas Morning News är den mest kända i tidningssamlingen. 2008 blev A.H. Belo Corporation avknoppat från Belo Corporation när Belo Corporation ville renodla företaget. Belo Corporation har hand om nyheter i rörliga media medan A. H. Belo Corporation har hand om nyheter i skriftliga media.

## Tidningar
- The Dallas Morning News (Dallas, Texas)
  - Al Día (Dallas, Texas)
- Quick (Dallas, Texas)
- Denton Record-Chronicle (Denton, Texas)
- The Press-Enterprise (Riverside, Kalifornien)
  - The Business Press (Riverside, Kalifornien)
- The Providence Journal (Providence, Rhode Island)